# Cephalophus jentinki
Il cefalofo di Jentink (Cephalophus jentinki Thomas, 1892), noto anche come Gidi-Gidi in krio e Kaikulowulei in mende, è una rara specie di cefalofo diffusa nelle foreste dell'Africa occidentale. Dopo essere stato scoperto e descritto nel 1885, questo enigmatico animale non è stato più avvistato per oltre 50 anni, probabilmente a causa della vita riservata che conduce nelle fitte foreste in cui dimora.

## Descrizione
Lungo 130-150 cm e pesante 55-80 kg, il cefalofo di Jentink è facilmente distinguibile dagli altri cefalofi a causa della sua caratteristica colorazione. La testa e il collo, di colore nero, sono nettamente separati dai quarti posteriori, di colore grigio brizzolato, da una banda bianca che si estende dalle spalle fino alla sommità delle zampe anteriori. Sotto ogni occhio vi è una grossa ghiandola odorifera, che si ritiene venga usata per marcare il territorio. Sia il maschio che la femmina possiedono corna lisce e diritte, di colore nero e rivolte all'indietro; con una lunghezza di circa 20 cm, sono relativamente lunghe se paragonate a quelle degli altri cefalofi.

## Distribuzione e habitat
Il cefalofo di Jentink occupa un areale frammentato situato entro i confini di Sierra Leone, Liberia e Costa d'Avorio.
Vive prevalentemente nelle foreste primarie, ma si può trovare anche in foreste secondarie, boscaglie, fattorie, piantagioni e, occasionalmente, lungo la costa. Piuttosto che dal tipo di foresta, sembra che la predilezione dell'habitat sia basata sul numero di alberi da frutto e di fitti cespugli in cui trovare riparo.

## Biologia
La natura riservata e l'habitat inaccessibile hanno fatto del cefalofo di Jentink una specie molto difficile da studiare, e finora nella sua terra d'origine non è stato intrapreso nessuno studio su di esso. Si ritiene che sia attivo sia di giorno che di notte, e si pensa sia territoriale, trascorrendo il giorno nascosto tra il fitto della vegetazione, nelle cavità degli alberi o sotto tronchi caduti. A differenza degli altri cefalofi, che sono animali relativamente solitari, quello di Jentink talvolta trascorre le ore diurne riposando in coppia. Curiosamente, il cefalofo di Jentink è un animale così riservato che è sopravvissuto per molti anni sulle scoscese pendici boscose che fronteggiano Freetown (Sierra Leone), un'enorme città con più di un milione di abitanti, senza che nessuno ne sapesse niente.
Come altri cefalofi, anche quello di Jentink ha una dieta composta prevalentemente dai frutti che riesce a trovare al riparo del suo habitat impenetrabile. Tuttavia, quando la frutta scarseggia, si avventura, con il favore delle tenebre, nelle piantagioni, dove si nutre di noci di palma, manghi e semi di cacao. È stato visto anche mangiare germogli di giovani piantine e scavare con gli zoccoli per dissotterrare radici.

## Conservazione
Gran parte delle foreste naturali che si trovavano all'interno dell'areale del cefalofo di Jentink sono andate perdute a causa delle attività umane o sono state irrimediabilmente modificate; nella Sierra Leone la copertura di foresta primaria rimasta è pari solamente al 6% della sua estensione originaria. Le foreste rimaste in Costa d'Avorio e Sierra Leone, già estremamente frammentate, continuano a essere minacciate dal disboscamento, effettuato per creare nuovi spazi all'agricoltura e all'estrazione mineraria, e per raccogliere legname e legna da ardere.
Oltre alla perdita dell'habitat, la principale minaccia per il cefalofo di Jentink è il commercio del bushmeat. Tutti i cefalofi sono prede molto ambite, poiché possono essere abbattuti o catturati con facilità, si possono tranquillamente trasportare a piedi, e da essi si ricava abbastanza carne da renderne proficua la cattura. In molte aree queste creature sono ora divenute i principali obiettivi del commercio di animali selvatici, e le prove finora raccolte lasciano ipotizzare che il tasso di prelievo sia divenuto insostenibile con la loro sopravvivenza. Fino al 2008 la IUCN includeva il cefalofo di Jentink tra le specie vulnerabili, ma ora lo inserisce tra quelle in pericolo; secondo alcuni studiosi andrebbe addirittura inserito tra le specie in pericolo critico, dato che finora non sono state prese efficienti misure per tutelarne l'esistenza, e, senza di esse, la specie potrebbe addirittura scomparire entro i prossimi dieci anni.